# Italie aux Jeux olympiques de 1896
L'équipe olympique italienne est composée d'au moins deux sportifs à l'occasion des premiers Jeux olympiques à Athènes. Cette donnée est toutefois controversée et selon les sources, le nombre total de participants italiens se situait entre 2 et 16. L'Italie fait partie des quatre nations n'ayant remporté aucune médaille lors de ces Jeux.
L'athlète Carlo Airoldi, inscrit sur le marathon, ne fut pas autorisé à participer à la course pour avoir enfreint les règles de l'amateurisme, les officiels grecs ayant été informé qu'il avait précédemment disputé des épreuves rémunérées.

## Résultats

### Athlétisme
Marathon : Carlo Airoldi, non-partant.

### Tir
Giuseppe Rivabella fut classé entre la 14e et la 41e place, avec un score inférieur à 845 pts.

## Sources
- (en) Lampros, S.P.; Polites, N.G.; De Coubertin, Pierre; Philemon, P.J.; & Anninos, C., The Olympic Games : BC 776 – AD 1896, Athènes, Charles Beck, 1897 (Digitally available at )
- (en) Bill Mallon et Ture Widlund (trad. de l'allemand), The 1896 Olympic Games. Results for All Competitors in All Events, with Commentary, Jefferson, McFarland, 1998 (ISBN 978-0-7864-0379-0) (Excerpt available at )
- (en) Smith, Michael Llewellyn (trad. de l'allemand), Olympics in Athens 1896. The Invention of the Modern Olympic Games, Londres, Profile Books, 2004, 290 p. (ISBN 978-1-86197-342-9)